# Echinocereus scheeri
Echinocereus scheeri  es una especie de planta fanerógama de la familia Cactaceae. Es endémica de Durango y Chihuahua  en México. Es una especie común que se ha extendido por todo el mundo.   

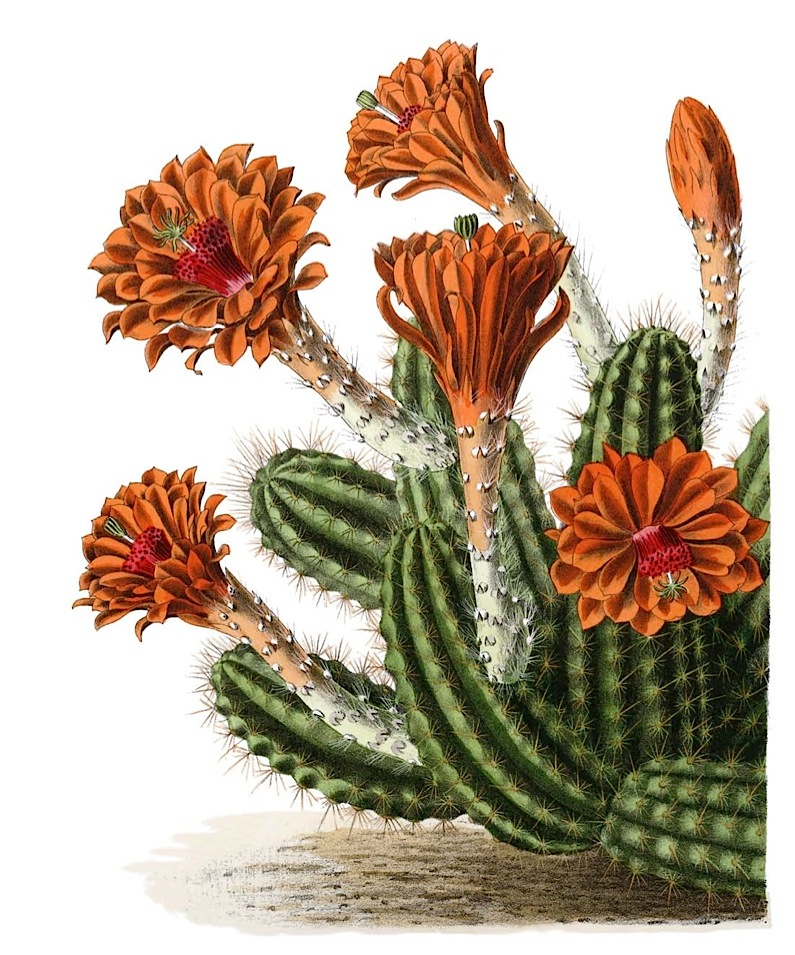
Ilustración

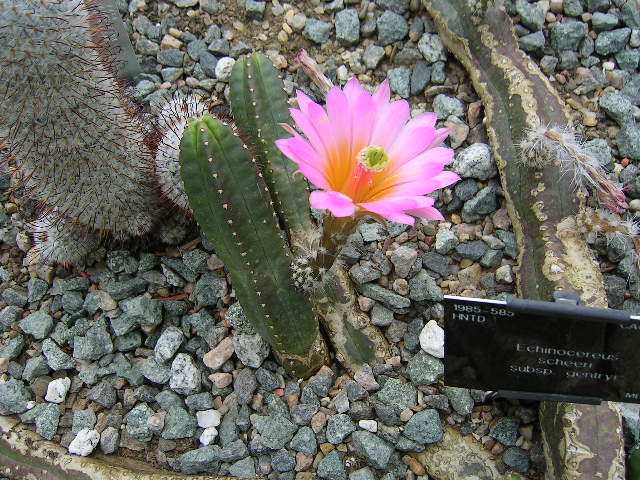
Vista de la planta

## Descripción
El cacto forma abundantes vástagos basales, con grupos de tallos semirrastreros, decumbentes, verde amarillentos, de hasta 3 dm de altura y con un diámetro de 2 a 4,5 cm; dispone de 7 a 10 costillas, ligeramente tuberculadas, con grandes aréolas amarillas pálidas que acaban tornándose pardas, y una espina central solitaria algo más larga. Las flores miden hasta 12 cm, con el tubo delgado y alargado con aréolas tomentosas y provistas de espinas sedosas blancas; los numerosos segmentos del perianto presentan color rojo anaranjado.

## Cultivo
La multiplicación se hace a través de vástagos basales. El crecimiento es rápido. 

## Observaciones
Se lo llama “Pitallito”. Contiene alcaloides, los Tarahumara cantan cuando los recolectan. Temperatura media mínima 10 °C. Sol moderado. Poco riego. Suelo bien drenado.

## Taxonomía
Echinocereus scheeri fue descrita por (Salm-Dyck) Rumpler y publicado en Handbuch der Cacteenkunde 801. 1885.
Etimología
Echinocereus: nombre genérico que deriva del griego antiguo: ἐχῖνος (equinos), que significa "erizo", y del latín cereus que significa "vela, cirio", donde se refiere a sus tallos columnares erizados.
scheeri: epíteto otorgado en honor del botánico  Frederick Scheer.
Variedades aceptadas
- Echinocereus scheeri var. gentryi (Clover) N.P.Taylor
- Echinocereus scheeri var. obscuriensis A.B.Lau
- Echinocereus scheeri subsp. scheeri

Sinonimia
- Cereus salm-dyckianus Hemsl.
- Echinocereus klapperi subsp. bacanorensis (W.Rischer & Trocha) W.Rischer
- Echinocereus rischeri (R.C.Römer) W.Rischer
- Echinocereus salm-dyckianus Scheer
- Echinocereus salm-dyckianus subsp. bacanorensis Rischer & Trocha
- Echinocereus salm-dyckianus var. noctiflorus Heid
- Echinocereus salmianus K.Schum.
- Echinocereus sanpedroensis Raudonat & Rischer
- Echinocereus santaritensis subsp. bacanorensis (W.Rischer & Trocha) W.Rischer & D.Felix[4]